# Zdenska vas
Zdenska vas – wieś w Słowenii, w gminie Dobrepolje. W 2018 roku liczyła 255 mieszkańców.